# Макэду, Уильям
Уильям Гиббс Мак-Эду (англ. William Gibbs McAdoo; 31 октября 1863[…], Мариетта, Джорджия — 1 февраля 1941[…], Вашингтон) — 46-й министр финансов США в 1913—1918 годах.

## Биография
Родился 31 октября 1863 года на хуторе близ Мариетта в округе Кобб в штате Джорджия. После окончания университет в Теннеси был назначен заместителем клерка окружного суда Соединенных Штатов в Теннесси в 1882 году. Был принят в коллегию адвокатов в 1885 году и начал практику в Чаттануге, штат Теннесси; переехал в Нью-Йорк в 1892 году и продолжал заниматься адвокатской практикой.
Занялся политикой и стал вице-председателем Национального комитета Демократической партии в 1912 году. Получил пост министра финансов в кабинете президента Вудро Вильсона, во время Первой мировой войны работал генеральным директором железных дорог, председатель Федеральной резервной системы. Номинировался как кандидат в президенты от демократов на выборах 1920 года и оставался в лидерах партийных праймериз, однако по итогам баллотировки уступил Джеймсу Коксу.
Переехал в Лос-Анджелес в 1922 году и продолжил юридическую практику.
Умер от сердечного приступа во время визита в Вашингтон 1 февраля 1941 года. Похоронен на Арлингтонском национальном кладбище в Виргинии.